# Konfederacja Rewolucyjnych Związków Zawodowych Turcji
Konfederacja Rewolucyjnych Związków Zawodowych Turcji (tur. Türkiye Devrimci İşçi Sendikaları Konfederasyonu, DİSK) – turecka centrala związkowa założona w 1967.
DİSK jest stowarzyszona przy Międzynarodowej Konfederacji Związków Zawodowych, Światowej Federacji Związków Zawodowych, Komitecie Doradczym Związków Zawodowych przy OECD i Europejskiej Konfederacji Związków Zawodowych.

## Historia
DİSK narodził się w czasie, gdy Konstytucja z 1961 nadała stosunkowo szersze prawa i wolności. Ustawy związkowe z 1964 zaakceptowały prawo pracowników do zbiorowych negocjacji i strajków, a ruchy rewolucyjne i socjalistyczne zyskały na sile na arenie politycznej.
Organizacja powstała w 1967, a za jej założycieli uznaje się: Kemala Türklera, Rizę Kuas, İbrahima Güzelce, Kemala Nebioğlu i Mehmeta Alpdündara reprezentujących odpowiednio związki Türkiye Maden-İş, Lastik-İş, Basin-İş, Türkiye Gıda-İş i Türk Maden-İş. Wszystkie były do tego czasu stowarzyszone z Türk-İş , z wyjątkiem Gida-İş, która była niezależna.
W rzeczywistości, z wyjątkiem Mehmeta Alpdündara, założyciele DİSK byli również założycielami socjalistycznej Partii Pracujących Turcji (TİP) w 1961.
W latach 70. do organizacji należało wielu członków Komunistycznej Partii Turcji (TKP). Do władz związku zostali nawet wybrani jedni z czołowych działaczy partyjnych tamtego okresu, czyli İbrahima Güzelc oraz Aydın Meriç.
Od momentu założenia związku jego przewodniczącym był Kemal Türkler, zmieniło się to jednak w 1977. Podczas 6. Zgromadzenia Ogólnego DİSK w dniach 22–27 grudnia 1977, który odbywał się w sali teatru miejskiego Harbiye w Stambule, na przewodniczącego wybrano Abdullaha Baştürka związanego z Republikańską Partią Ludową (CHP).
Przed zamachem stanu w 1980 na scenie pracowniczej dominowały cztery główne centralne związków zawodowych o odmiennych orientacjach politycznych. Główna organizacja związkowa, Konfederacja Tureckich Związków Zawodowych (tur. Türkiye İşçi Sendikaları Konfederasyonu —Türk-İş), była politycznie umiarkowana, przestrzegając prawnych ograniczeń swojej działalności. Inna duża grupa związkowa, Konfederacja Rewolucyjnych Związków Zawodowych Turcji (tur. Türkiye Devrimci İşçi Sendikaları Konfederasyonu — DİSK). DİSK była znacznie mniejsza niż Türk-İş, ale bardziej bojowa. Ponadto niewielka liczba pracowników należała do proislamistycznej Konfederacji Tureckich Związków Sprawiedliwych Robotników (tur. Türkiye Hak İşçi Sendikaları Konfederasyonu — Hak-İş) i prawicowej Konfederacji Tureckich Nacjonalistycznych Związków Robotniczych (tur. Türkiye Milliyetçi İşçi Sendikaları Konfederasyonu — MİSK).